# Heinrich Bartels
Heinrich Bartels, nemški častnik, vojaški pilot in letalski as, * 13. julij 1918, Linz, Avstrija, † 23. december 1944, Villip, Nemčija (padel v boju).
Bartels je svojo pilotsko kariero začel zgodaj poleti 1941, ko je bil dodeljen lovski skupini JG 26, s sedežem ob Rokavskem prelivu. V tej enoti je 19. avgusta 1941 zabeležil svojo prvo zračno zmago, ko je v boju sestrelil britanskega lovca Supermarine Spitfire. Drugo zmago je dosegel 27. avgusta, ko je prav tako sestrelil Spitfira.
27. januarja 1942 je bil premeščen v 11./JG 1, ki se je 10. marca tega leta prestrukturiralo in postalo 8./JG 5, njegov poveljnik v tem oddelku pa je bil stotnik Hermann Segatz. Ta lovska enota je bila stacionirana na Severni ali Polarni fronti in je pokrivala področje skrajnega severa Evrope. Na tej fronti je Bartels sodeloval na stotih nalogah, sestrelil pa je 47 sovjetskih letal. Svojo skupno stoto nalogo je uspešno zaključil 11. septembra 1942. V tem mesecu, ki je bil zanj eden najuspešnejših v karieri je Bartels zabeležil kar 21 zmag, za kar je bil 5. oktobra odlikovan s častnim pokalom Luftwaffe.
13. novembra 1942 je bil ob doseženih 46 zračnih zmagah odlikovan z viteškim križcem.  Spomladi  1943 je bil Bartels ponovno premeščen. Tokrat je njegov »dom« postala lovska skupina JG 27, ki je pokrivala sredozemski zračni prostor. Nadporočnik Bartels je postal član 11./JG 27, do takrat pa je imel na repnem krmilu narisanih že 49 navpičnih črtic, od katerih je vsaka predstavljala sestreljeno sovražnikovo letalo. V oktobru 1943 je dodal novih 14 zmag, od katerih je tri ameriške dvomotorne lovce Lockheed P-38 Lightning sestrelil 8. oktobra, kar pet letal pa je sestrelil 25. oktobra. Do konca leta 1943 je imel Bartels v svojo knjižico zapisanih že 73 zračnih zmag. 
Aprila in maja 1944 je Bartels deloval nad zasedenimi območji Tretjega rajha. Tako je sodeloval tudi v bojih nad danšnjim slovenskim ozemljem, kjer je dosegel tudi pet zračnih zmag. 23. aprila je v večjem zračnem spopadu severozahodno od Celja sestrelil tri britanske lovce Spitfire, 28. aprila 1944 pa je v podobnem spopadu severovzhodno od Ljubljane sestrelil dva ameriška lovca North American P-51 Mustang. 
Kasneje je bil premeščen na ozemlje Nemčije, kjer je s svojo enoto sodeloval pri obrambi dežele. Takoj na začetku je v petih nalogah sestrelil 11 sovražnih letal, za kar je bil predlagan za odlikovanje hrastovih listov. Do takrat je dosegel že 98 zračnih zmag.
Takrat je služil v 15./JG 27, ki je bil ustanovljen 12. junija 1944. 23. decembra 1944 je ob enajsti uri poletel na novo nalogo s svojim sopilotom, višjim praporščakom Rolfom Brandom. Patruljirala naj bi na območju Köln – Bonn. V bližini Bonna sta na višini 7500 metrov opazila padajoče rezervoarje za gorivo, ki s pripadali lovcem P-47 ameriške 56. lovske skupine, ki so se zapletli v spopad s Heinzem Rossingerjem. Bartels je takoj priskočil na pomoč in sestrelil enega od sovražnih lovcev, kar je bila tudi njegova zadnja, 99. zračna zmaga.
Iz tega spopada se Heinrich Bartels ni nikoli vrnil, za njim pa se je izgubila vsaka sled. 24 let kasneje, 26. januarja 1968, so v bližini vasi Villip v okolici Bad Godesberga našli ostanke njegovega letala Messerschmitt Bf 109 G-10 številka 130 359 (poimenovanega Rumeni 13). V pilotski kabini je bilo nedotaknjeno padalo.
Heinrich Bartels je v svoji letalski karieri sodeloval na okoli 500 bojnih nalogah, v katerih je sestrelil 99 sovražnih letal: 49 na Vzhodni fronti z JG 5 ter 50 z JG 27 v Sredozemlju ter v obrambi Nemčije. Med sestreljenimi letali je bilo devet letal Republican P-47 Thunderbolt, enajst lovcev P-51 ter štirinajst dvomotornih lovcev P-38. 

## Odlikovanja
- Ehrenpokal (5. oktober 1942)
- Nemški križ v zlatu (20. oktober 1942)
- Viteški križ železnega križca (Ritterkreuz) (13. november 1942)